# Чемровка
Чемровка (рос. Чемровка), у верхній течії Марушка — річка у Росії, права притока Обі, тече в рівнинній частині Алтайського краю.

## Фізіографія
Чемровка починається злиттям малих річок Лівої і Правої Макрушки біля села Макрушка Целінного району Алтайського краю. Від витоку тече на південний захід, майже не відхиляючись від цього напрямку до самого гирла. Чемровка впадає в Об дещо нижче села Фомінське, за 15 км від утворення Обі злиттям Бії та Катуні. Майже навпроти гирла Чемровки на протилежному березі Обі знаходиться гирло річки Піщаної — лівої обської притоки.
Річкова долина добре розроблена, висота схилів до 20-30 м. Заплава присутня тільки на окремих відрізках русла. Більша частина русла Чемровки пролягає по степовій місцевості, в якій лише зрідка трапляються острівці лісу. Лише у низов'ях річка досягає Верхнеобського бору — великого лісового масиву, що займає заворот Обі; низова частина Чемровки перед гирлом проходить по його краю.
Верхова частина басейну лежить на півдні Бійсько-Чумиської височини з розлогими пагорбами і густою мережею глибоких улоговин. Середня і низова частина басейну являють собою слабо розчленовану рівнину з заболоченими западинами і піщаними гривами.
В басейні Чемровки знаходиться озеро Уткуль (10 км²), що лежить у лісі на півночі від низової частини основного русла; з Чемровкою озеро з'єднується однойменною річкою Уткуль, яка впадає в Чемровку перед самим її гирлом.
Найважливіші притоки: Суха Чемровка зліва, Шубінка і Уткуль — справа.

## Гідрологія
Довжина річки 123 км, площа басейну 2 830 км². Середньорічний стік, виміряний за 34 км від гирла біля селища Мирний у 1982—1985 і 2000 роках, становить 4,85 м³/с. Багаторічний мінімум стоку спостерігається у лютому (1,81 м³/с), максимум — у квітні (24,64 м³/с). За період спостережень абсолютний мінімум місячного стоку (1,57 м³/с) спостерігався у лютому 1984 року, абсолютний максимум (41,9 м³/с) — у квітні 1985.
Чемровка замерзає в середині листопада, скресає на початку квітня. Товщина криги взимку 60-80 см. Річка має добре ґрунтове живлення і тому не пересихає влітку і не перемерзає повністю взимку. На окремих ділянках взимку утворюються полії, навесні — льодові затори. Під час весняної повені у квітні рівень води піднімається на 2,5-3 м у багатоводні роки, на 1-1,5 м у маловодні. Літні паводки спостерігаються лише у верхів'ях та середній течії.

## Інфраструктура
Чемровка тече по території Целінного, Бійського і Зонального районів Алтайського краю; її низовий відрізок перед гирлом є межею між Зональним (справа) і Бійським (зліва) районами. Басейн Чемровки також лежить переважно в межах цих районів; лише озеро Уткуль і частина його водозбору знаходиться у Троїцькому районі.
Великтих міський центрів на Чемровці немає, хоча у нижній течії вона проходить у безпосередній близькості від околиць Бійська. Однак долини річки та її приток густо заселені, і на Чемровці існує багато поселень: Верх-Марушка, Марушка, Стара Чемровка, Шубенка, Нова Чемровка, Мирний, Савіново, Жаворонково. Неподалік від гирла Чемровкі дещо вище по течії Обі лежить село Фомінське.
Майже усі села над Чемровкою з'єднані регіональними та місцевими автодорогами з твердим покриттям. У селищі Мирний Чемровку перетинає залізниця Барнаул — Бійськ, біля села Шубенка — федеральна автомагістраль M52 Новосибірськ — монгольський кордон (Чуйський тракт).
Річка несудноплавна.